# Немезиан со товарищи
Немезиан со товарищи (погибли ок. 257 года) — мученики. День памяти — 10 сентября.
Группа Никомедийских мучеников была приговорена к работам на месторождении мрамора в Сигуме (Sigum), или Сигнуме. Все они скончались от непосильного труда. В группе были девять епископов из Нумидии, помимо прочего духовенства и мирян. Среди епископов были Немезиан (Nemesianus), Феликс, Люций (Lucius), Литтей (Litteus), Полян (Polyanus), Виктор, Ядер (Jader), Датив и второй Феликс. Святой Киприан Карфагенский писал им из места изгнания.